# Guirec Soudée
Guirec Soudée, né le 3 janvier 1992, est un navigateur et aventurier français. Il est connu pour son périple de cinq ans à la voile, autour du monde, accompagné de sa poule Monique, et pour sa double traversée à la rame de l'océan Atlantique. En 2021, il achète un voilier Imoca, et s'initie à la course au large en vue de participer au Vendée Globe 2024. Qualifié parmi les 40 participants admis au départ, il boucle son tour du monde le 8 février 2025, à la 23ème place, en 89 jours, 20 h, 16 minutes et 20 secondes.

## Biographie
Guirec Soudée naît à l'île de Pors Scaff le 3 janvier 1992,. Il est le fils de l'industriel Stanislas Soudée (1933-2015) et de la deuxième épouse de celui-ci, Laïla,,. Il grandit dans l’île familiale d'Yvinec, face à Plougrescant, dans les Côtes-d'Armor.

### Marin pêcheur en Australie (2010-2012)
À 18 ans, il se rend en Australie, muni de 200 euros, sans connaître l'anglais. Les premiers temps, il dort dans les rues de Sydney, puis parcourt le sud-ouest du pays à bicyclette, en quête d'emplois précaires : cueillette des pommes, pêche à la sardine… À Carnarvon, il trouve enfin un métier plus stable, qu'il va exercer un an durant : il embarque comme marin pêcheur à bord d’un crevettier.

### Acquisition et remise en état d'un voilier (2012)
En juillet 2012, il est de retour en France. Pour près de 30 000 euros, il achète un vieux voilier en acier de 10,70 mètres, qu'il baptise Yvinec. Pour gagner de quoi le remettre en état de naviguer, il se fait alors vendeur de fenêtres à Paris. Il revient effectuer les réparations, puis s'initie brièvement à manœuvrer en solitaire un bateau habitable.

### Périple autour du monde (2013-2018)

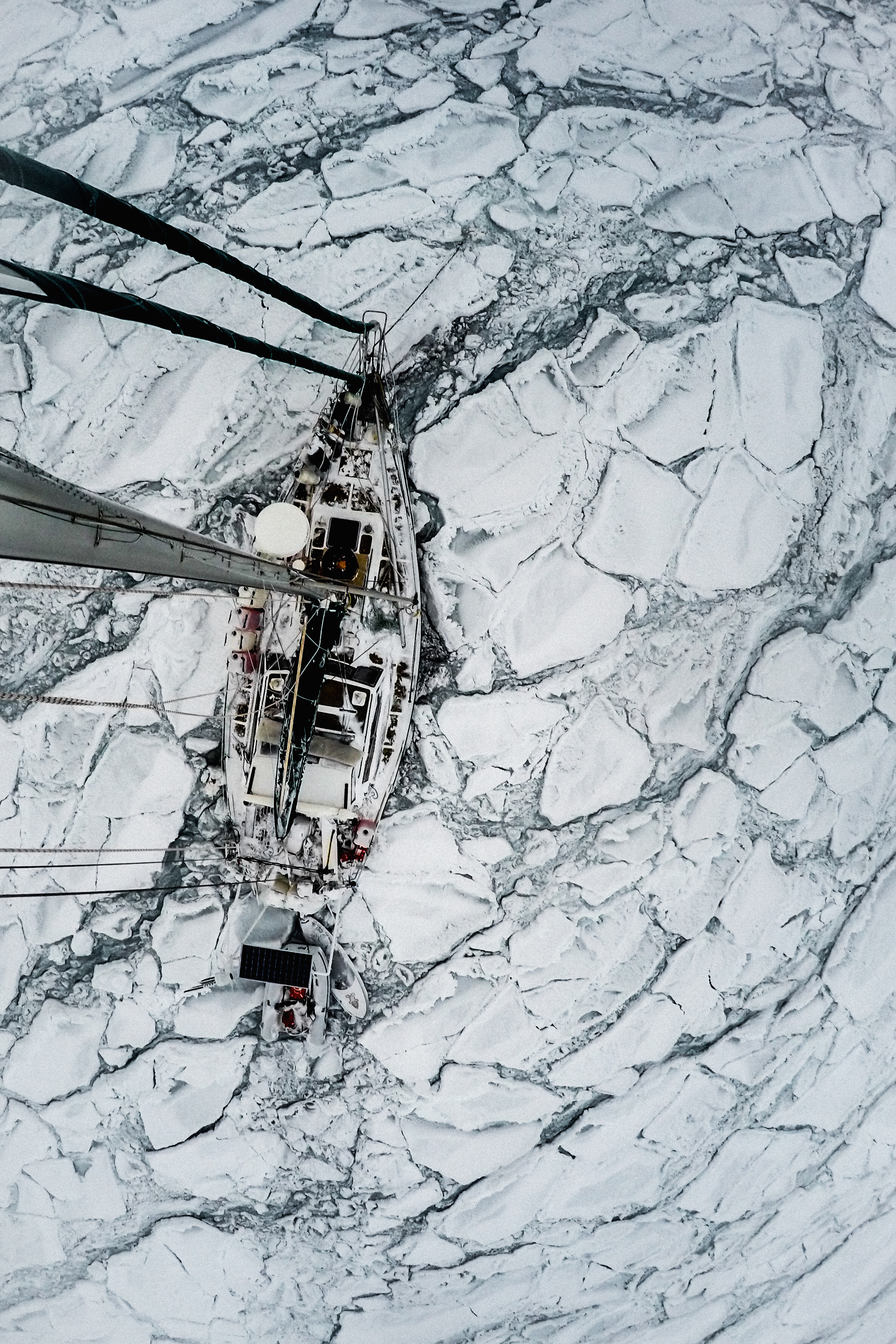
Yvinec dans les glaces.

Il quitte le port de Tréguier le 27 novembre 2013 pour un périple autour du monde qui va durer cinq ans. À Tenerife, il exerce divers métiers. Il reçoit en cadeau une poule rousse, qu'il prénomme Monique. Elle va l'accompagner dans son tour du monde,.

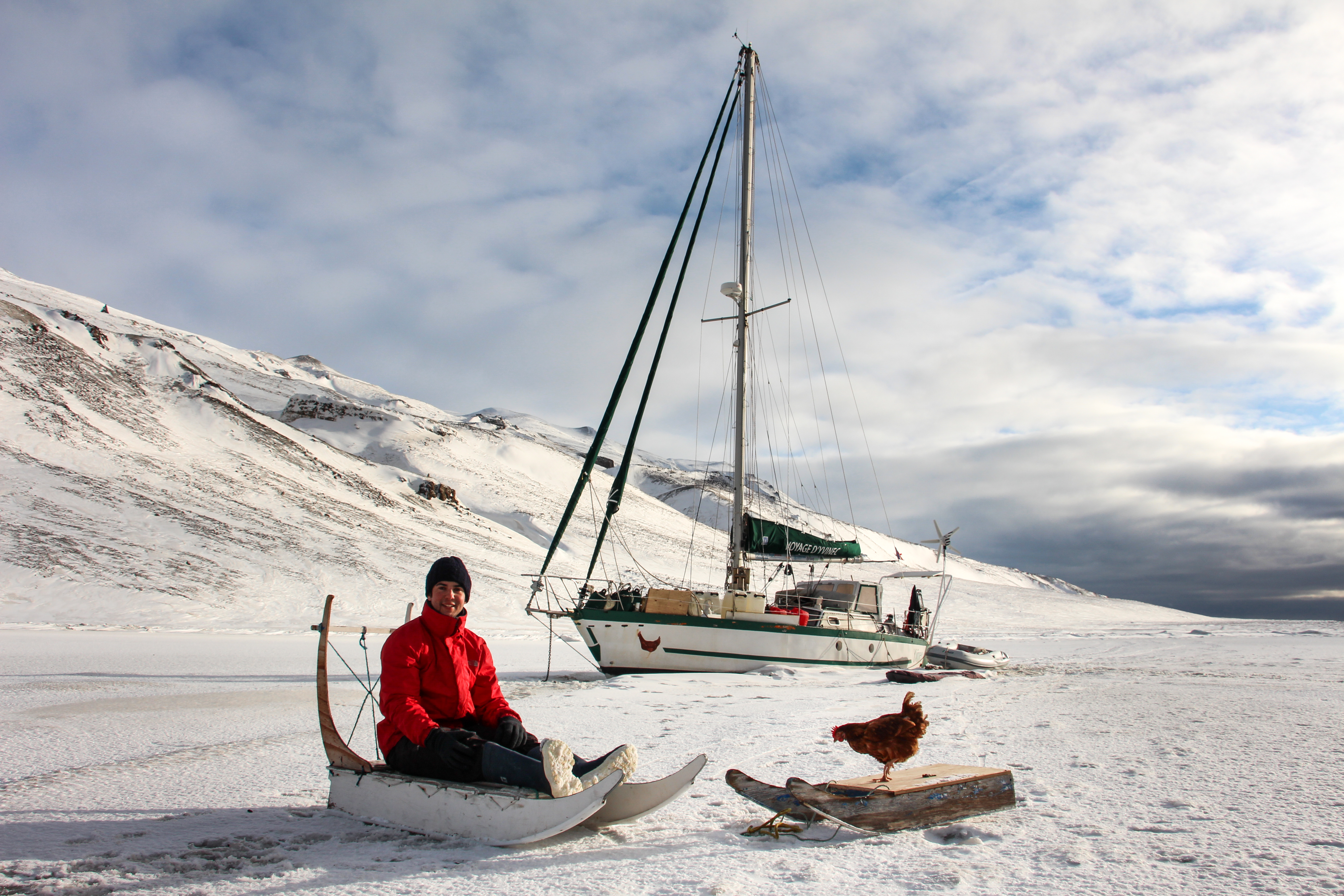
Soudée et Monique sur la banquise au Groenland.

De mai 2014 à juillet 2015, il séjourne aux Caraïbes, exerçant à nouveau divers métiers pour payer un chantier de consolidation de coque de son bateau. Il part pour le Groenland.
Il arrive à Qaqortoq en août 2015. En novembre, dans la baie de Disko, sur le 69e parallèle, il entame un hivernage de plus de quatre mois, emprisonné dans les glaces,. Il quitte le Groenland en juillet 2016 et devient à 24 ans le plus jeune navigateur à franchir le passage du Nord-Ouest. Il arrive à Nome, en Alaska, en septembre 2016.
Il repart aussitôt, descend l'océan Pacifique. Il renonce à faire escale à Tahiti, car la poule Monique n'y est pas admise, en raison d'une épidémie de grippe aviaire. En février 2018, il arrive à l'île de la Déception, dans l'océan Austral, au nord de la péninsule Antarctique. En avril, il arrive au Cap, où il peut réparer son bateau, très endommagé dans le mauvais temps. Il gagne le Brésil, et retourne aux Caraïbes. Et, après une quatrième traversée de l'océan Atlantique, il boucle un périple de 40 000 milles. Il arrive à Paimpol le 15 décembre 2018,.

### Double traversée de l'Atlantique à la rame (2020 et 2021)

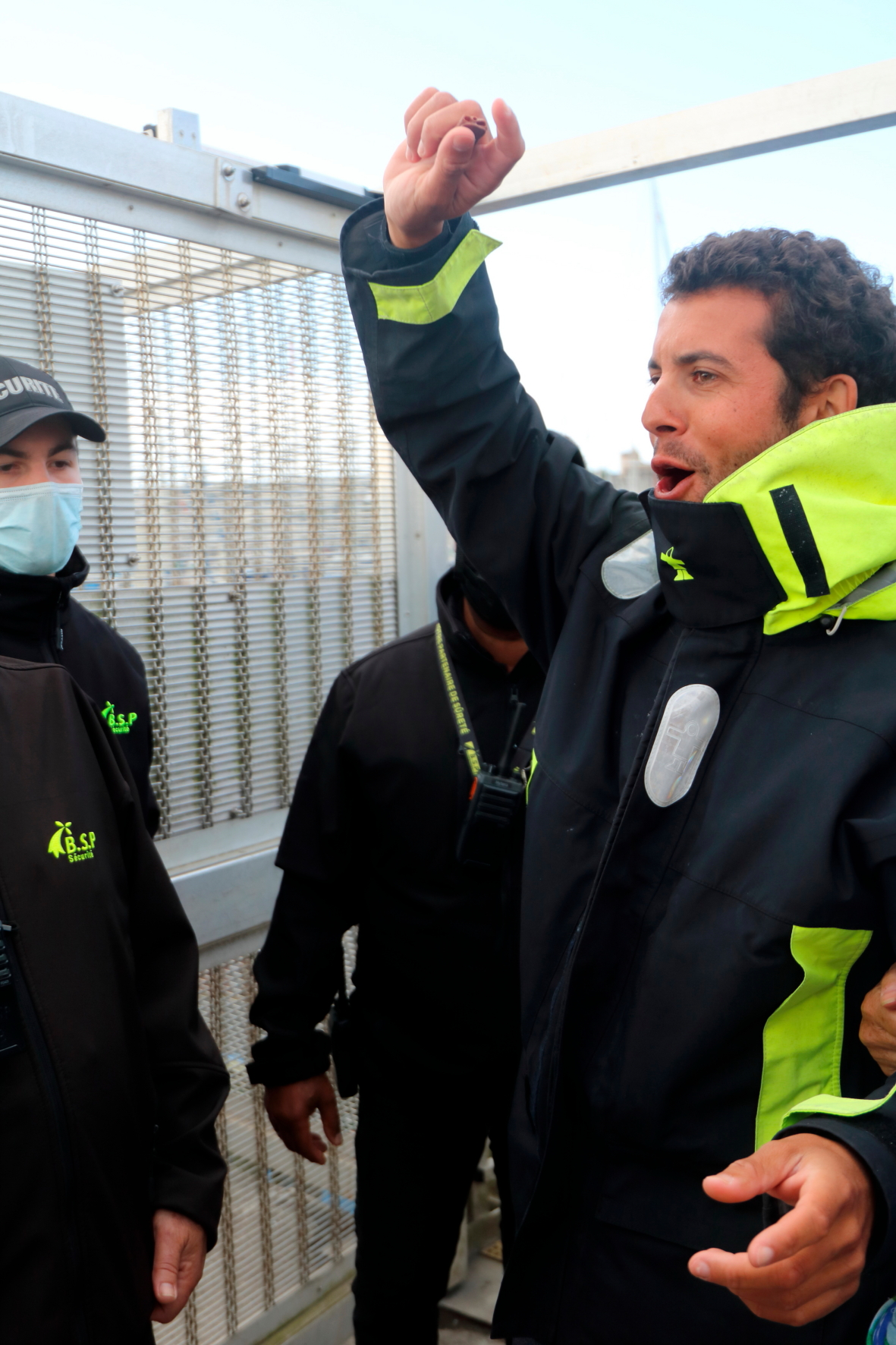
Après sa double traversée de l'océan Atlantique à la rame, Guirec Soudée arrive à Brest.

Il effectue d'est en ouest sa première traversée de l’Atlantique à la rame, sur un bateau de huit mètres, sans sa poule. Le 15 décembre 2020, il part de l'île El Hierro, aux Canaries. Il débarque au port de Gustavia, dans l'île de Saint-Barthélémy, aux Antilles, le 26 février 2021, ayant parcouru plus de 2 900 milles en 74 jours,.

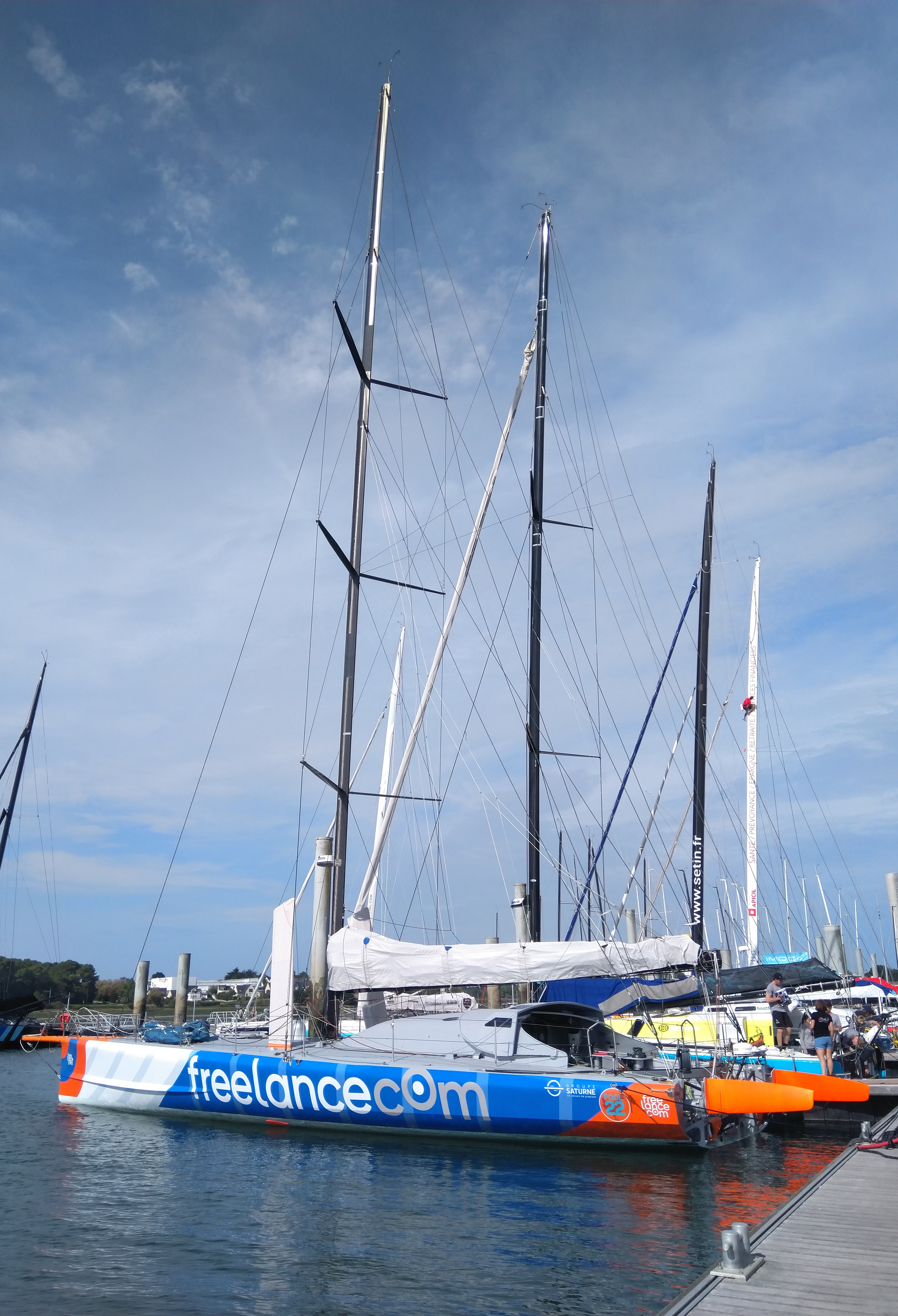
L'Imoca Freelance.com à Lorient, lors du Défi Azimut 2022.

Le 15 juin 2021, il part de Chatham, dans le Massachusetts, pour une nouvelle traversée de l’Atlantique à la rame — mais d’ouest en est cette fois. Il parcourt les  2 700 milles en 107 jours. Il coupe la ligne d'arrivée fictive au nord d'Ouessant le 30 septembre 2021 à 10 h 49, avant de rejoindre Brest,,.

### Objectif Vendée Globe (2021-2024)
En juin 2021, dans le but de courir le Vendée Globe 2024, Soudée achète l'Imoca Omia-Water Family de Benjamin Dutreux, bateau à dérives droites mis à l'eau en 2007,. En avril 2022, l'Imoca devient Freelance.com.
En mai 2022, Soudée termine 16e sur 24 de sa première course, la Bermudes 1000 Race. En juin, il est 6e sur 25 — et 2e des bateaux à dérives droites — dans la Vendée-Arctique-Les Sables-d'Olonne. En septembre, il est 20e sur 24 dans les 48 Heures du Défi Azimut. En novembre  il termine 25e sur 38 Imoca dans la Route du Rhum.

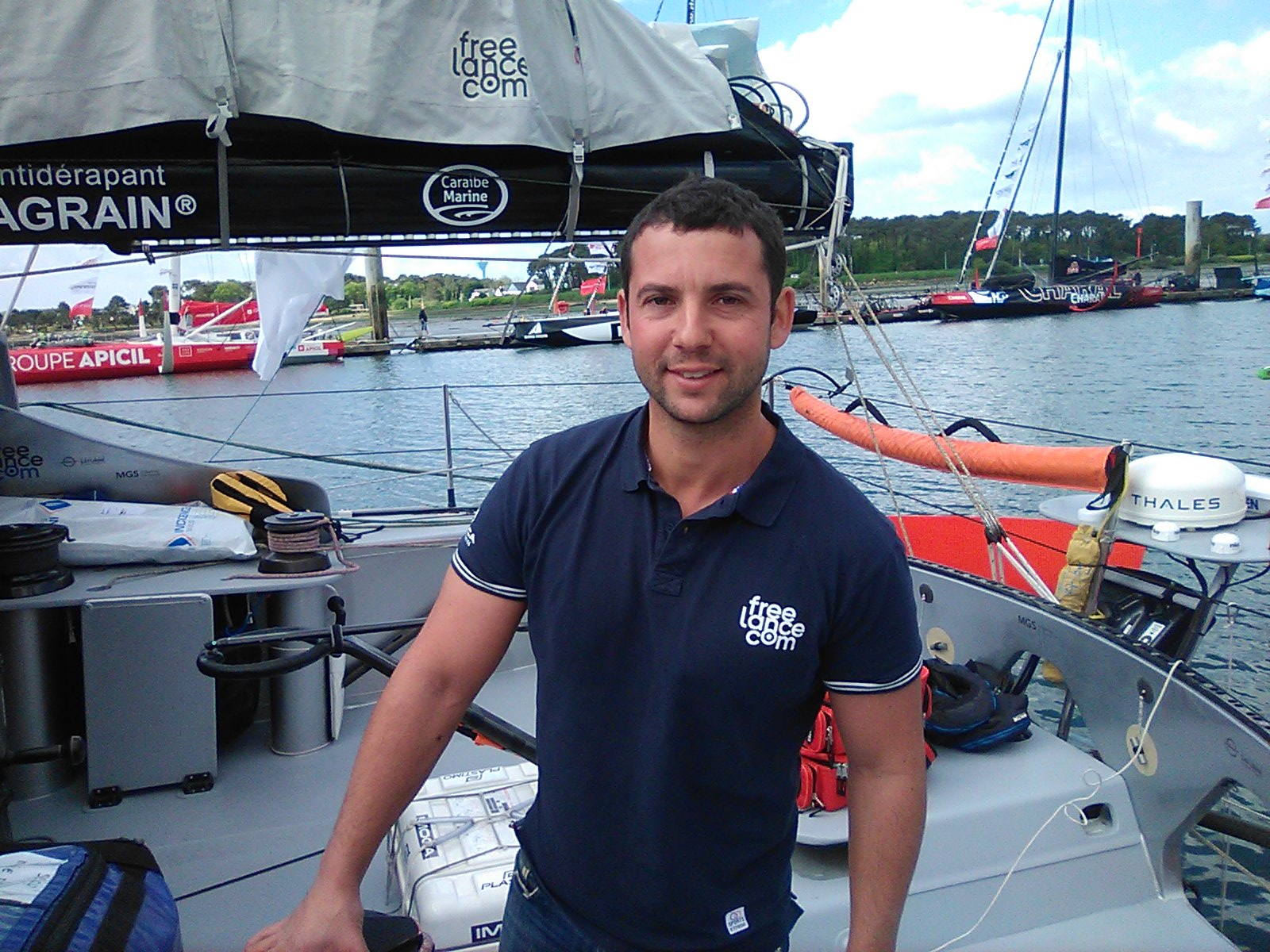
À Lorient, avant le départ de The Transat 2024.

Le 1er mars 2023, il annonce la mort de sa poule Monique. En juillet, en duo avec sa boat captain Lucie Quéruel, il termine 20e sur 29 Imoca dans la Fastnet Race. En novembre, il court la Transat Jacques-Vabre en double avec Roland Jourdain. Freelance.com se classe 20e sur 40 Imoca. En décembre, Soudée termine 24e sur 32 dans le Retour à la Base, course en solitaire Fort-de-France-Lorient, réservée aux Imoca.
En mai 2024, dans The Transat, course en solitaire reliant Lorient à New York, Soudée est 17e sur 33 Imoca, et 2e bateau à dérives droites.
En février 2025, il termine le Vendée Globe 2024-2025 à la 23e place (et 5e des bateaux à dérives droites) en 89 j 20 h 16 min 20 s.

### Aventure Ultim (2025)
Dès son arrivée aux Sables-d'Olonnes après son Vendée Globe, Guirec Soudée a fait part de son envie d'acquérir un Ultim afin de s'attaquer au record du tour du monde à la voile d'est en ouest en solitaire détenu par Jean-Luc Van Den Heede depuis 2004.
Le 26 juin 2025, il remet à l'eau l'ancien Sodebo Ultim' aux couleurs de la MACSF avec comme objectif de débuter son tour du monde en novembre ou en décembre.

## Palmarès

### À la barre deFreelance.com(depuis 2022)
- 2022 :
  - 16e sur 24 de la Bermudes 1000 Race[29]
  - 6e sur 25 (2e des bateaux à dérives droites) dans la Vendée-Arctique-Les Sables-d'Olonne[30]
  - 20e sur 24 dans les 48 Heures du Défi Azimut[31]
  - 25e sur 38 Imoca dans la Route du Rhum[32]

- 2023 :
  - 20e sur 29 Imoca dans la Rolex Fastnet Race, en double avec Lucie Quéruel[34]
  - 20e sur 40 Imoca dans la Transat Jacques-Vabre, avec Roland Jourdain, en 14 j 11 h 32 min 55 s[35]
  - 24e sur 32 dans le Retour à la Base, en 12 j 9 h 17 min 45 s[36]

- 2024 :
  - 17e sur 33 Imoca de The Transat, en solitaire (2e des bateaux à dérives droites) en 10 j 19 h 8 min 2 s[37]

- 2025 :
  - 23e du Vendée Globe 2024-2025, en solitaire (5e des bateaux à dérives droites) en 89 j 20 h 16 min 20 s[38]

## Distinctions
En 2018, Guirec Soudée remporte la Victoire de la jeunesse et le Prix du public lors de la cérémonie des Victoires de la Bretagne.
Le 6 mars 2020, il reçoit la distinction du « Jeune voyageur » (Young Voyager Award) décernée par le Cruising Club of America, une institution internationale presque centenaire qui a décoré, entre autres, Éric Tabarly en 1964.

## Publications
- La Poule qui fit le tour du monde, Hachette Enfants, 2019  (ISBN 978-2-01-707478-6)
- La Fabuleuse Histoire de Guirec et Monique, avec Flora Gressard (illustrations), Arthaud, 2019  (ISBN 978-2-08-143551-3)
- Le Monde selon Guirec et Monique, Flammarion, 2019  (ISBN 978-2-08-142168-4)